# 카리나 테스타
카리나 테스타(Karina Testa, 1981년 8월 5일 ~ )는 프랑스의 배우이다.

## 출연 작품
- 에트르 (2014)
- 레 투쉐 (2011)
- 스위치 (2011)
- 랍비의 고양이 (2011)
- 쉐도우 (2009)
- 돌스 앤 앤젤스 (2008)
- 프런티어 (2007)
- 원스 어폰 어 타임 인 더 웨드 (2005)